# Mbipia
Mbipia és un gènere de peixos pertanyent a la família dels cíclids.

## Taxonomia
- Mbipia lutea (Seehausen & Bouton, 1998)[4]
- Mbipia mbipi (Lippitsch & Bouton, 1998)[4][5][6][7][8][9][10]